# Garianonum
Garianonum est un des neuf forts de la Côte saxonne dans le comté de Norfolk, énumérés par le Notitia dignitatum. 
Son identification entre Burgh Castle et Caister Roman Site (en) reste discutée. 

## Histoire
Gariannonum est généralement identifié avec le château de Burgh. Cependant, la réévaluation moderne de la colonie romaine à 9 kilomètres à Caister-on-Sea montre qu'elle avait aussi une fonction militaire. À l'époque romaine, les deux sites se trouvaient sur les côtés opposés d'un grand estuaire (dont le reste est Breydon Water). L'identification de Burgh Castle comme Gariannonum est incertaine et le nom pourrait s'appliquer ainsi à Caister-on-Sea. 
Le nom Gariannonum dériverait d'une racine celtique signifiant « rivière babillante », ce qui peut faire référence à la rivière Yare du château de Burgh, bien que la dérivation soit incertaine. La fonction militaire de Caister-on-Sea est également sujette à caution. Les deux sites fonctionnaient probablement ensemble et un, ou peut-être même les deux, étaient connus par les Romains comme Gariannonum.